# Sandstrasse (Moosseedorf)
La Sandstrasse (en español: Calle Sand) es una calle en Moosseedorf, Suiza. Lleva el nombre de la parte local de Sand, a la que conduce desde el centro del municipio a través de plaza Max Bill Platz (sitio de Uf der Linde), bajo el línea Olten-Berna, luego por la parte local de Oberweg, al lado del sitio de Zil y bajo la A1 (E25). La longitud de la calle es de 2,18 km.
La calle que también conduce al monumento de la batalla de Grauholz se encuentra principalmente en la zona de 30 km/h y en la estación de Moosseedorf, que localizado en Sandstrasse 9 y al mismo tiempo bajo la plaza Max Bill Platz también hay una zona de límite de velocidad de 20 km/h. El Café-Restaurante Linde inaugurado en 1996, pizzería, restaurante y sucursal de la cadena de tiendas de comestibles de descuento Denner también se encuentra en la calle.

## Datos interesantes
Las últimas piedras de mampostería del castillo antiguo de Moser se utilizaron en la construcción de la carnicería histórica en Sandstrasse.
El jueves, 24 de agosto de 2023, escena número 35 "Asistencia de aparcamiento" (Einparkhilfe) de la película dirigida por Piet Baumgartner llamada  Bagger Drama.

## Galería

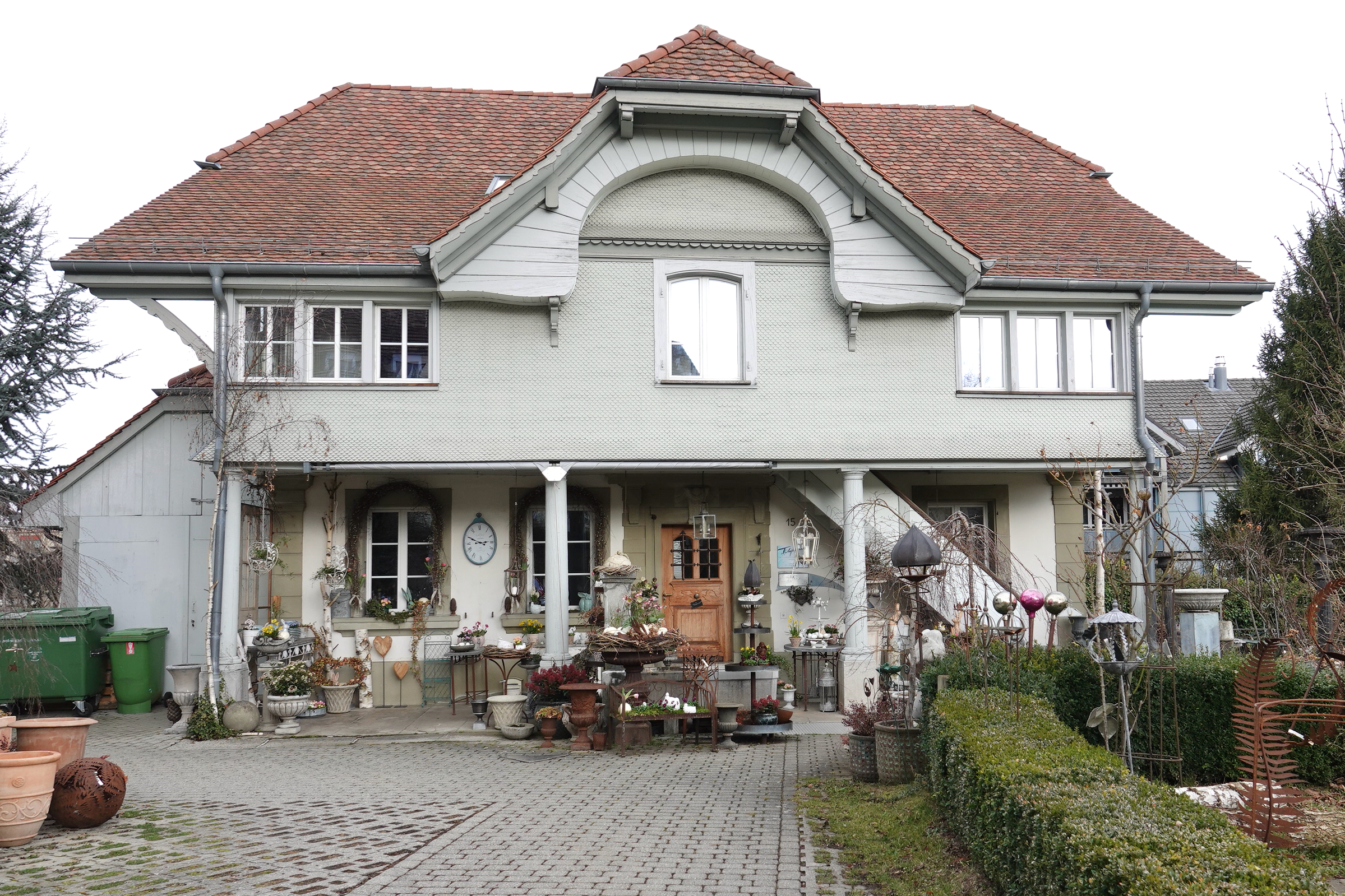
Ampliación de la granja (Stöckli) antigua en Sandstrasse 15 construida en 1845
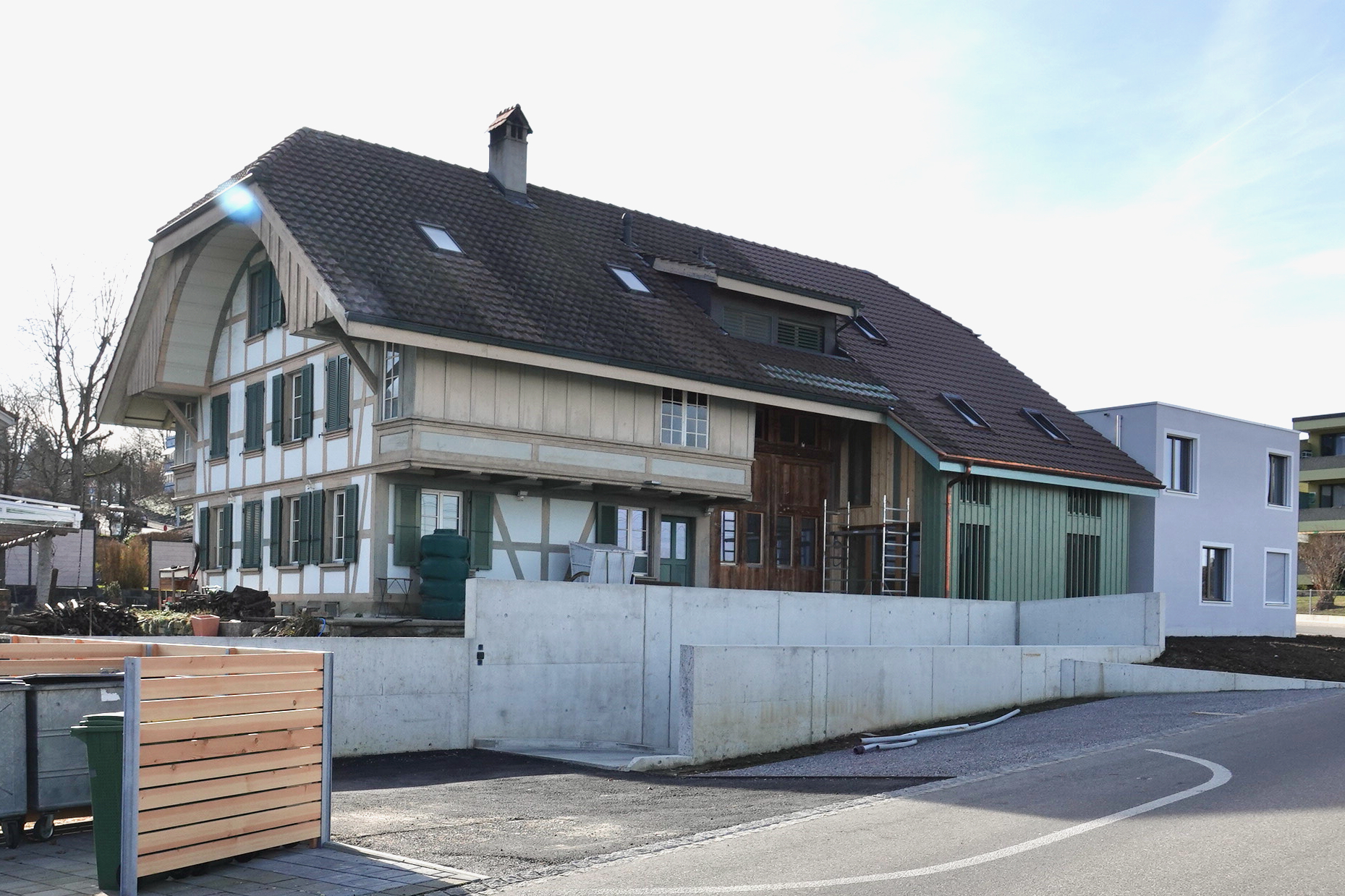
Casa de la granja con granero (Bauernhaus mit Scheune) antigua en Sandstrasse 60 construida en 1855, que forma parte de la ubicación "Sandstrasse Teil A"
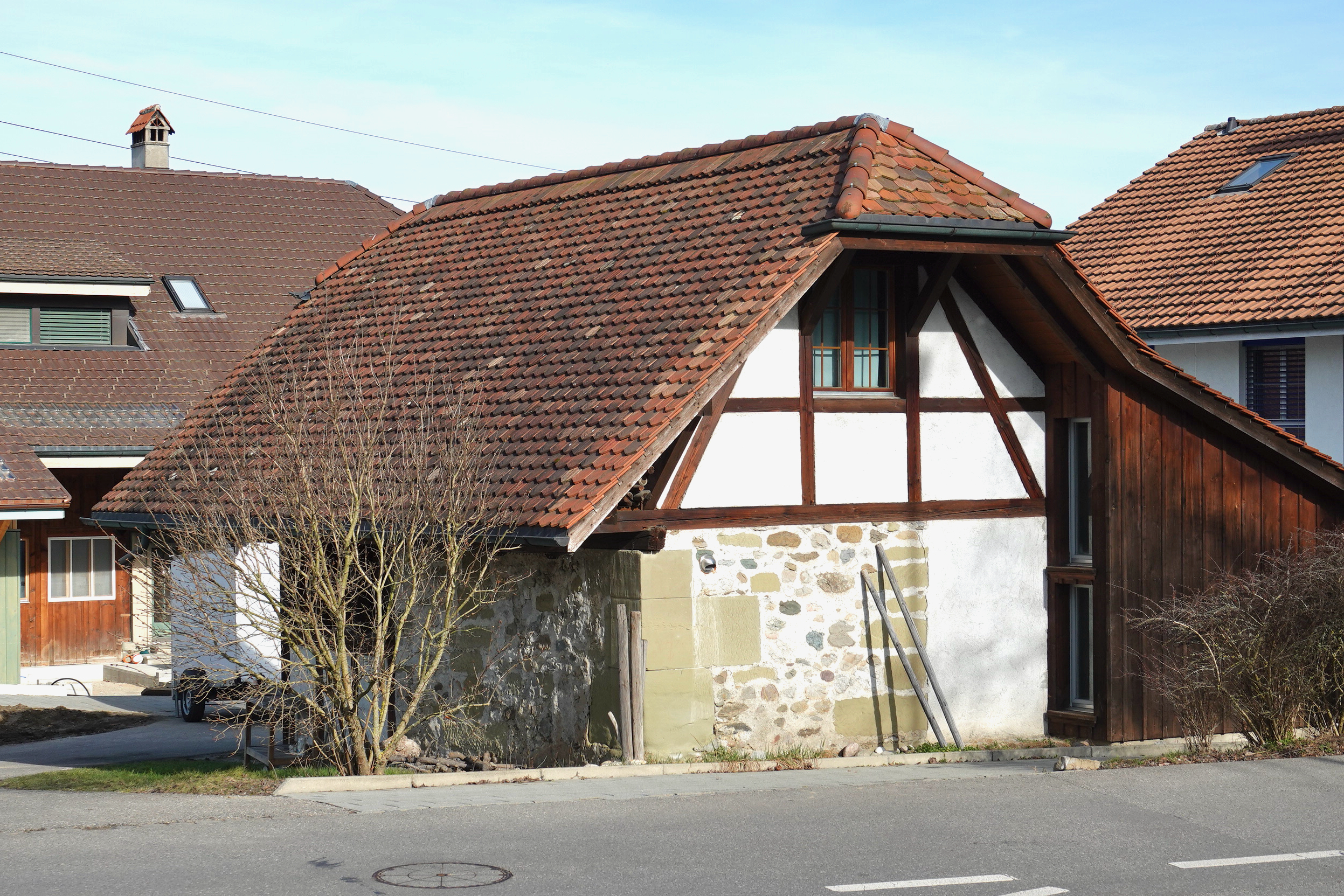
Panadería (Ofenhaus) antigua en Sandstrasse 60a construida en 1855, que forma parte de la ubicación "Sandstrasse Teil A"
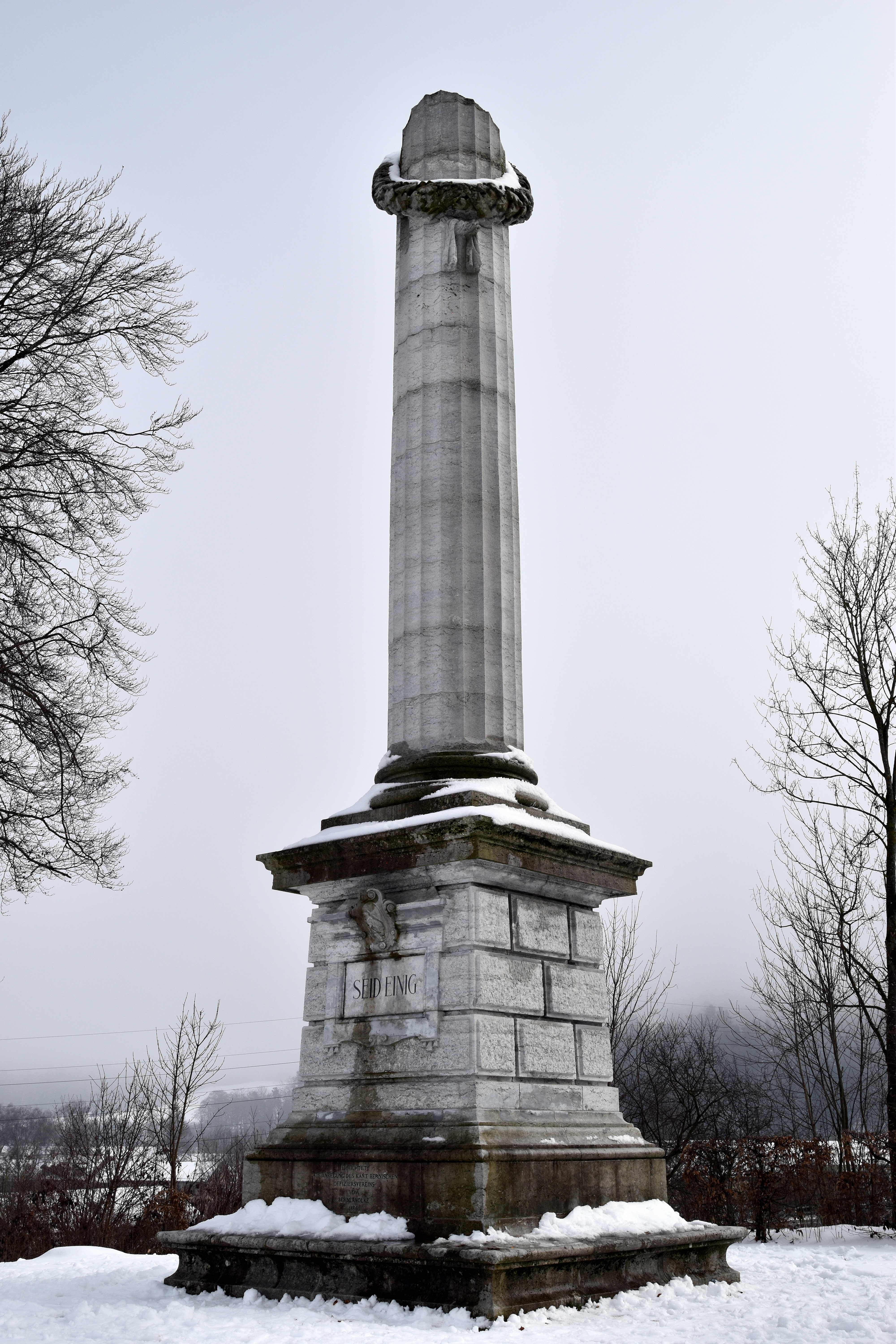
Monumento de la batalla de Grauholz (Grauholzdenkmal) construido en 1886
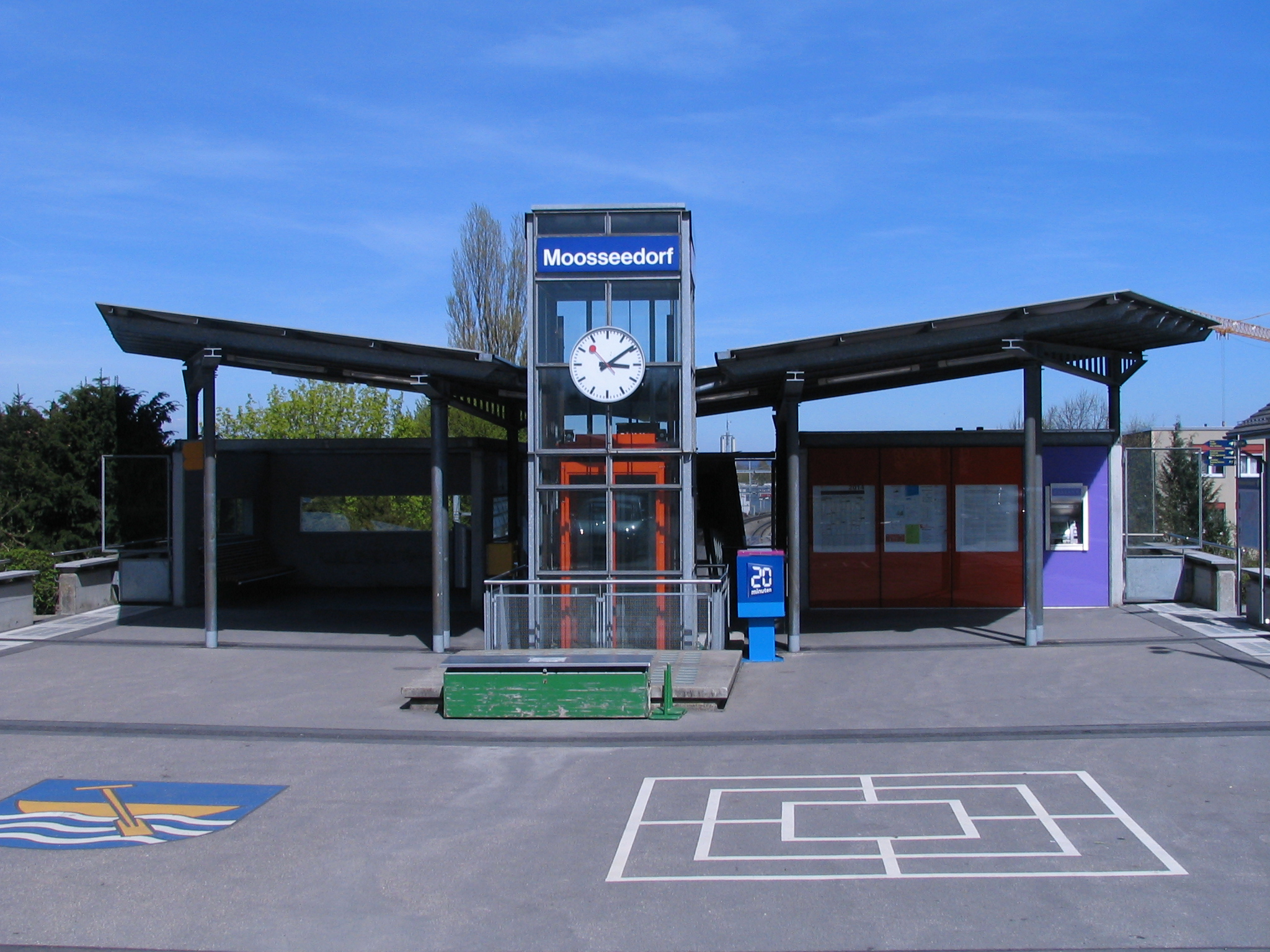
Estación de Moosseedorf en Sandstrasse 9 (Max Bill Platz)

## Otros proyectos
- Wikimedia Commons alberga una categoría multimedia sobre Sandstrasse.